# En Perlskog
En Rolf Mikael Perlskog, född 12 juni 1959, är en svensk fotbollstränare, som tidigare tränat Hammarby IF DFF. Han är bror till Robert Perlskog. Han har även tränat Enskede IK, Haninge FF, AIK juniorer, Hammarby IF juniorer samt Älvsjö AIK (samtliga herrlag). Tränar sedan 2007 åter igen Älvsjö AIK i div II södra svealand. Sedan 2007 är han även krönikör om damfotboll hos Svenska Fotbollförbundet (hemsidan) och expertkommentator i TV4.